# Zeit genug
Zeit genug ist eine Fernsehserie des Bayerischen Rundfunks von Franz Xaver Bogner aus dem Jahr 1982.
Bogner debütierte mit dieser Serie als Drehbuchautor und Regisseur, Ottfried Fischer trat zum ersten Mal als Schauspieler im Fernsehen auf. Die Serie besteht aus sechs Folgen mit je 45 Minuten Länge. 2012 wurde sie auf DVD veröffentlicht.

## Inhalt
Der junge Willi (Ernst Hannawald) kommt aus der bayerischen Provinz und zieht nach Abschluss seiner Druckerlehre zu seinem Onkel Ignaz (Toni Berger) nach München. Nach anfänglichen Schwierigkeiten raufen die beiden sich zusammen. Willi findet Arbeit und erlebt in der Großstadt die erste Liebe.

## Folgen
- Der Überfall (Erstausstrahlung 28. Februar 1982)
- Die Arbeit (Erstausstrahlung 7. März 1982)
- Der Kruul (Erstausstrahlung 14. März 1982)
- Das Marinefest (Erstausstrahlung 21. März 1982)
- Roulette (Erstausstrahlung 28. März 1982)
- Die Entscheidung (Erstausstrahlung 4. April 1982)